# Lucía Sainz

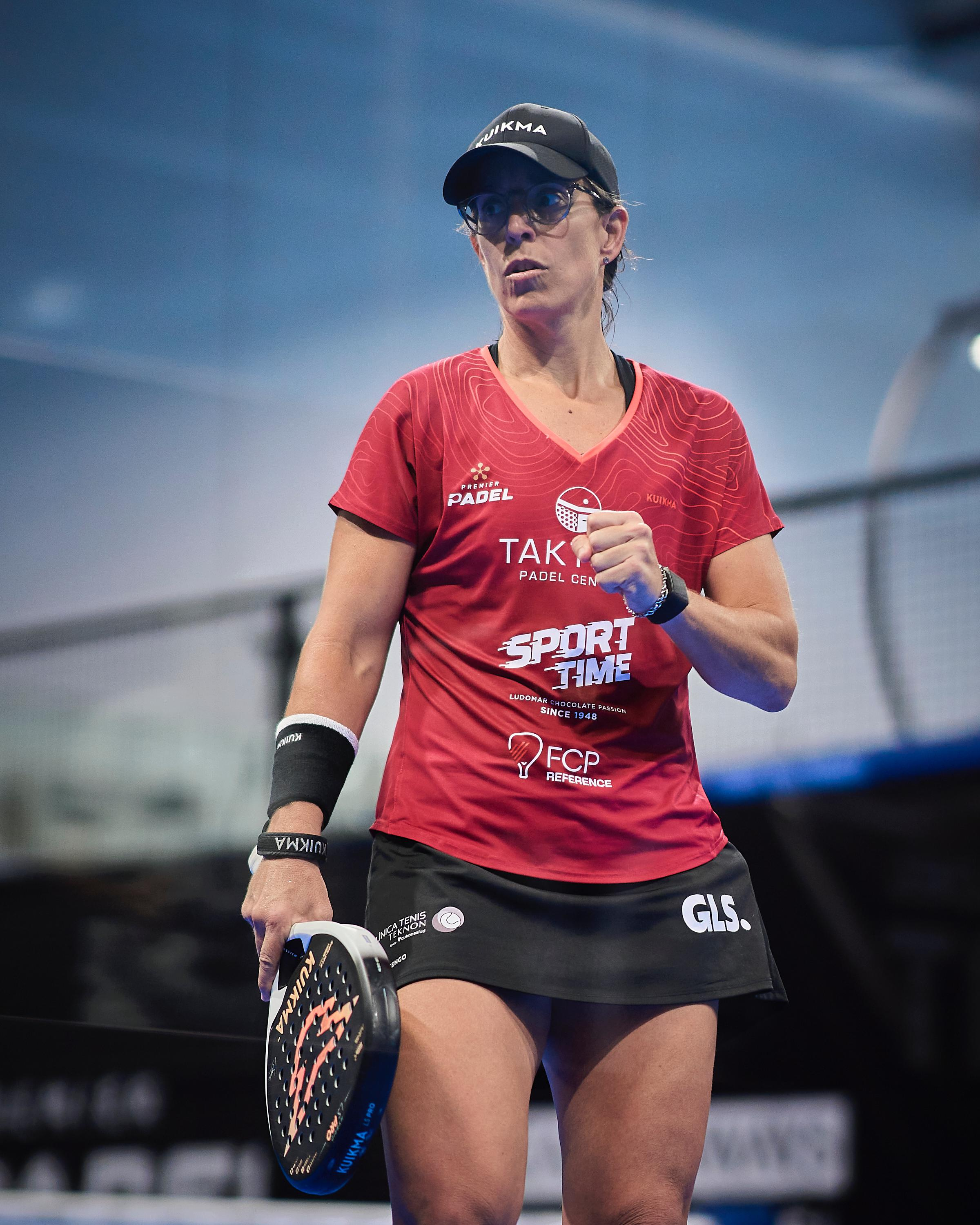
Lucia 2024

Lucia Sainz Pelegri (Barcelona, 5 de octubre de 1984) es una jugadora profesional de pádel española. Actualmente ocupa la 10.ª posición del ranking FIP. Juega en el drive junto a Patty Llaguno. 
En la temporada 2020 se proclamó número 1 del mundo junto a Gemma Triay. La escogieron como MVP del Barcelona Master en 2020. Fue premiada con el premio Dona y Esport como mejor deportista de Barcelona en el 2019. 
Es la presidente de la IPPA (Asociación Internacional de Jugadoras de Pádel). 

## Trayectoria
Inició su andadura en este deporte después de dejar el tenis en la Universidad americana de Fresno. A su regreso a España empezó a practicar el pádel en el Real Club de Polo de Barcelona y empezó a destacar en los torneos que disputaba.  
Decidió dedicarse profesionalmente al pádel a partir del 2015 y desde entonces fue mejorando su nivel hasta llegar al pico más alto de su carrera; terminar la temporada 2020 en lo más alto del ranking mundial de pádel. 
- 2016: Campeona de España y campeona del Mundo con la selección española
- 2017: Campeona de Europa con la selección española
- 2018: Ganadora del Catalunya Master, Ganadora del Zaragoza Open, Ganadora del Valladolid Open, Ganadora del Granada Open
- 2019: Campeona del WOPEN Santander,
- 2020: Campeona del Cerdeña Open, Campeona del Barcelona Master, Campeona del Alicante Open, Campeona WPT Las Rozas, Campeona del Master Series, Número 1 del World Padel Tour 2020
- 2021: Campeona del mundo con la selección española, campeona de Europa con la selección española, finalista WPT Madrid Open, finalista WPT Barcelona Master, finalista del WPT Menorca, finalista del Master Final
- 2023: Campeona del  FIP Platinium Cerdeña
- 2024: Campeona  de Europa Cerdeña, Campeona FIP Platinium México, Finalista Premier  Santiago Chile, Finalista Premier Padel Major Italy